# الدورة التشريعية الرابعة عشرة للجمهورية الفرنسية الخامسة
بدأت الدورة التشريعية الرابعة عشرة للجمهورية الفرنسية الخامسة في 20 يونيو 2012، عقب الانتخابات التشريعية لعام 2012، وإنتهت في 20 يونيو 2017، مع تعليق الأعمال البرلمانية في 22 فبراير 2017. حظى الحزب الاشتراكي، حزب الرئيس آنذاك فرانسوا هولاند، مع حلفائه، بأغلبية المقاعد في الجمعية الوطنية.

## السلطة التنفيذية

#### رؤساء الجمهورية
تولى فرانسوا هولاند رئاسة الجمهورية عند بداية الدورة التشريعية الرابعة عشرة، بعد 36 يومًا من انتخابه. قرر لاحقًا عدم الترشح لولاية ثانية، ليخلفه إيمانويل ماكرون في 14 مايو 2017 بعد الانتخابات الرئاسية لعام 2017.

#### رؤساء الوزراء والحكومات المتعاقبة
أعاد فرانسوا هولاند تعيين جان مارك أيرولت رئيسًا للوزراء في 20 يونيو 2012، حيث شكل حكومة واحدة. في 31 مارس 2014، تولى مانويل فالس المنصب وشكل حكومتين متتاليتين. في 6 ديسمبر 2016، خلفه برنار كازنوف، الذي قاد حكومة واحدة حتى انتخاب إيمانويل ماكرون رئيسًا للجمهورية.
تعتبر حكومة إدوار فيليب آخر حكومة في الدورة التشريعية الرابعة عشرة، لكنها لم تشهد انعقاد الجمعية الوطنية.